# لويد فيربانكس
لويد فيربانكس هو لاعب كرة القدم الكندية كندي، ولد في 28 أبريل 1953 في Raymond, Alberta ‏ في كندا.